# Silvretta Stausee
Silvretta Stausee är en reservoar i Österrike.   Den ligger i distriktet Bludenz och förbundslandet Vorarlberg, i den västra delen av landet. Silvretta Stausee ligger 2 006 meter över havet. Arean är 1,2 kvadratkilometer. Den sträcker sig 2,5 kilometer i nord-sydlig riktning, och 1,1 kilometer i öst-västlig riktning.
Kring Silvretta Stausee finns:
- dalen Ochsental
- bergstopparna Hohes Rad och Kresperspitze
- berget Vallüla
- bergspasset Bielerhöhe